# Hélène Metzger
Hélène Metzger (Chatou, 26 augustus 1889 - onderweg naar Auschwitz, 7 maart 1944) was een Frans wetenschapshistoricus en wetenschapsfilosofe. Ze focuste zich vooral op de geschiedenis van de scheikunde. Haar werk is in omvang beperkt doordat zij slachtoffer werd van de Holocaust. Toch is haar werk van enige invloed geweest, onder meer op Thomas Kuhn. Ze was een nicht van de bekende Franse antropoloog Lucien Lévy-Bruhl.

## Biografie
Metzger werd geboren als Hélène Emilie Bruhl, dochter van Eugénie Emilie Adler (geboren in 1864 in Frankfurt am Main) en Paul Moïse Bruhl (1855-1922). Haar grootvader, David (1823-1901), emigreerde van Worms naar de Verenigde Staten, waar hij met een reeks technologische uitvindingen een fortuin vergaarde. Later keerde hij terug naar Europa, en vestigde zich in Frankrijk, Chatou. Hij had twee kinderen: naast Paul, vader van Hélène, ook een dochter, Alice Louise, die in 1882 met Lucien Lévy-Bruhl trouwde.
Toen Hélène twee jaar oud was, stierf haar moeder tijdens de bevalling van haar tweede kind, Louise. Paul Bruhl hertrouwde met Marguerite Casevitz, waardoor Hélène er drie halfbroers bijkreeg. Haar jeugd was onder meer door deze gebeurtenissen niet altijd even gelukkig; ze was introvert en nogal op zichzelf gericht. Haar vader, een rijke juwelier, was van mening dat zijn dochters geen professionele carrières moesten ambiëren. Hierdoor bleven hun studies beperkt, waardoor Hélène niet in staat was, na eerst kristallografie te hebben gestudeerd aan de Sorbonne, te appliceren voor een Doctorat d'État. Zo'n doctoraat is de noodzakelijke voorwaarde om professor te worden, wat voor Hélène dus niet mogelijk was.
Op 10 mei 1913 trouwde ze met Paul Metzger (geboren in 1881), een beloftevolle historicus. Paul stierf echter in september 1914, in een van de eerste gevechten van de Eerste Wereldoorlog, waardoor Hélène kinderloos achterbleef. Vanaf dan ging Hélène zich bezighouden met wetenschapsgeschiedenis. Zo schreef ze tijdens de oorlog al haar eerste boek, La génèse de la science des cristaux (1918), dat later geaccepteerd werd als een doctoraatsthesis (zij het niet voor een Doctorat d'État). Dit ging niet zonder moeilijkheden. Zo probeerde ze het eerst bij haar voormalige professor in mineralogie, Frédéric Wallerant, maar deze zag het nut van een geschiedenis van de kristallografie niet in. Vervolgens probeerde ze het bij de filosofiefaculteit, onder meer bij Gaston Milhaud, maar deze stierf in 1918, en daarna bij André Lalande. Bij hem ervoer ze meer draagvlak: Lalande was positief over dit werk en zou haar vanaf dan, ook achter de schermen, blijven begeleiden en helpen.
Ze ging colleges filosofie volgen aan de Sorbonne, onder meer die van Lalande en Léon Brunschvicg. Hier kwam ze ook in contact met andere prestigieuze filosofen die met gelijkaardige thema's bezig waren, zoals Abel Rey. Vanaf 1923 leerde ze ook Émile Meyerson kennen. Dit resulteerde in een levenslange, maar complexe vriendschap tussen beide denkers. Ze raakte ook betrokken bij een reeks groeperingen en centra in Parijs die rond wetenschapsgeschiedenis werkten, zoals het Centre de Synthèse en het Institut d'Histoire des Sciences et Techniques. Ze introduceerde ook Alexandre Koyré in deze kringen. Koyré, die van oorsprong vooral bezig was met godsdienstfilosofie, begon rond die tijd een grote interesse te ontwikkelen voor de wetenschapsgeschiedenis.
Zelf slaagde ze er echter niet in een serieuze positie binnen het academische milieu te bemachtigen, waarschijnlijk doordat ze een vrouw was, en vrouwen ondervertegenwoordigd waren in deze instellingen. Wel bleef ze boeken schrijven. Haar volgende werken richtten zich allereerst op de geschiedenis van de scheikunde en vervolgens de geschiedenis van de natuurkunde. Auteurs die ze voornamelijk behandelde waren Isaac Newton, Georg Ernst Stahl, Herman Boerhaave en Antoine Lavoisier, hoewel Metzger een afkeer had van een te grote fixatie op een geschiedenis van 'genieën'.
Metzger werd al vroeg geconfronteerd met het nationaalsocialisme. Zo speelde ze een cruciale rol in het verplaatsen van het internationale congres voor de wetenschapsgeschiedenis in 1934. Dit zou normaal in Berlijn plaatsgevonden hebben, maar werd verplaatst naar Coimbra, vanwege het opkomend nationaalsocialisme en het bijhorende antisemitisme. Tijdens de Tweede Wereldoorlog bleef ze tot 1941 in Parijs om daarna naar Lyon te verhuizen. George Sarton probeerde nog een visum voor haar te regelen om naar het buitenland te kunnen vluchten, maar dit mislukte. In Lyon nam ze deel aan het Bureau d'études juives: een informele groep van joodse intellectuelen die zich verdiepten in de eigen joodse cultuur en filosofie. Haar laatste boek, Lumière et doctrine chimique de Newton à Fresnel, waaraan ze begon te schrijven in 1940, kon ze niet meer afmaken. Hélène Metzger werd op 8 februari 1944 in Lyon gearresteerd. Ze werd op 20 februari overgebracht naar Drancy, maar al snel werd ze op transport gezet naar Auschwitz. Deze reis overleefde ze echter niet; van de 1501 joden op dit vervoer overleefden er slechts 20.

## Denken

### Bredere context
Metzger was vanwege haar levensloop en achtergrond genoodzaakt grotendeels zelfstandig en buiten de academische kringen om te werken. Desondanks was ze betrokken bij een reeks onderzoeksinstellingen in Parijs, zoals het Centre de Synthèse, de École Pratique des Hautes Études, het Institut d'Histoire des Sciences et Techniques en speelde ook een cruciale rol binnen de International Committee for History of Science. Hier kwam ze in contact met denkers als Abel Rey, Gaston Milhaud, Léon Brunschvicg, André Lalande, Gaston Bachelard, Émile Meyerson, Alexandre Koyré, Henri Berr, Aldo Mieli, Marcel Mauss en Lucien Febvre. Daarnaast correspondeerde ze ook bijvoorbeeld met George Sarton.
Binnen deze centra kwam in het Interbellum het ideaal tot stand van een algemene wetenschapsgeschiedenis die qua reikwijdte en diepte voorbij zou gaan aan de specifieke wetenschapsgeschiedenissen die tot dan versplinterd werden onderwezen aan de verschillende faculteiten. Deze wetenschapsgeschiedenis hield de belofte in om het voorbeeld te zijn hoe geschiedenis in het algemeen geschreven zou moeten worden. Echter, de geschiedenis werd niet enkel onderzocht uit historische interesse, maar had ook een bredere, psychologische taak: in de geschiedenis van de wetenschappen zit volgens deze auteurs ook een geschiedenis van het denken verborgen. De wetenschapsgeschiedenis bestuderen, en zo de wetenschappen begrijpen, staat met andere woorden gelijk aan het bestuderen van de geschiedenis van het denken, en zo dus ook de menselijke geest begrijpen. Een gelijkaardig idee is al terug te vinden bij iemand als Auguste Comte, die zo'n geschiedenis probeerde op te stellen via de wet van de drie stadia.
Deze filosofen en historici hadden dus een dubbele taak: het schrijven van een 'totale geschiedenis' en een diepgaande studie van de menselijke geest. Beide opdrachten staan niet los van elkaar: de totale geschiedenis vatten is de voorwaarde om de mentalité te vatten van een bepaalde periode. Juist door deze mentaliteit in kaart te brengen kan men ook het menselijke denken (van die tijd) begrijpen. Dit begrip van mentalité werd in deze kringen geïntroduceerd door Lucien Lévy-Bruhl, die het hanteerde in zijn antropologische werken. Ook bij iemand als Léon Brunschvicg was dit begrip invloedrijk. Juist zoals bij Lévy-Bruhl stonden deze ideeën ook niet los van bijhorende politieke en pedagogische idealen, zoals een pleidooi voor democratie en humanisme.

### Mentaal a priori
Metzger gaat in haar historische studies uit van het concept van een 'mentaal a priori'. Onder zo'n mentaal a priori verstaat Metzger de tendensen in het denken die aanwezig zijn in iedere historische periode. Een centrale stelling binnen het werk van Metzger is dan ook dat in elke wetenschappelijke theorie de subjectiviteit van de wetenschapper(s) aanwezig is, namelijk in de vorm van dit mentale a priori. De wetenschapsgeschiedenis is met andere woorden getekend door een bredere intellectuele denkwijze, die via de wetenschapper doorwerkt in de wetenschap zelf. Ook de wetenschapshistoricus zelf ontsnapt hier niet aan, maar is juist getekend door de moderne mentale tendensen die ook in zijn eigen werk doorwerken. In die zin gaat het bij Metzger dan ook om een hermeneutiek van de wetenschapsgeschiedenis.
Elke historische periode wordt dus getypeerd door een zekere homogeniteit in de wijze van denken, die men aan het werk kan zien in de verschillende wetenschappelijke publicaties van die tijd. In deze zin neigt haar begrip van mentaal a priori enerzijds sterk naar het eerder geïntroduceerde begrip van mentaliteit (mentalité), en anderzijds naar de ideeën die toen invloedrijk waren bij de Annales-school. Een verschil met Lévy-Bruhl was wel dat, terwijl hij een sterke breuk zag tussen de primitieve en de moderne mentaliteit, Metzger juist probeerde aan te tonen dat ook in het hedendaagse denken nog elementen van dit 'primitieve' denken aanwezig zijn. Toch wil dit niet zeggen dat het hedendaags denken volledig hetzelfde is als vroeger. Er is met andere woorden een onderscheid tussen twee vormen van deze a priori's, namelijk enerzijds algemene, a-historische denkvormen en anderzijds specifieke historische denkvormen. De eerste groep blijft gedurende de hele geschiedenis hetzelfde, terwijl de tweede groep van periode tot periode kan verschillen.
Deze a priori-elementen zijn voor Metzger de onderzoeksobjecten bij uitstek van elke wetenschapshistoricus. De historicus moet zich niet richten op de opeenvolging van feitjes of theoretische doctrines, maar juist op de mentale en culturele mechanismen die achter de totstandkoming van deze doctrines schuilgaan. In die zin was het voor Metzger van cruciaal belang dat men probeerde het denken van de wetenschapper in zijn eigen periode te vatten en zo elke vorm van anachronisme te vermijden. Wetenschapsgeschiedenis hing zo steeds samen met een psychologie van de menselijke geest. Onderzoek doen naar het verloop van de wetenschapsgeschiedenis vertelt ons immers iets over de mens en de wijze waarop hij in staat is tot het doen van ontdekkingen.
Deze standpunten paste ze ook toe in haar concrete historische studies. De geschiedenis van de scheikunde zag ze niet losstaan van een bredere culturele geschiedenis, en ze wees dan ook regelmatig op parallellen met bepaalde filosofische revoluties. In die zin komt haar standpunt dicht in de buurt van wat ook Alexandre Koyré in zijn werk verdedigde. Er zijn echter ook verschillen. Zo legde Koyré veel meer de nadruk op de 'hogere sferen' van het menselijke denken, zoals de filosofische en religieuze ideeën die dominant zijn in een periode, terwijl Metzger zich meer richtte op de alledaagse, spontane ideeën, die bijvoorbeeld aanwezig waren bij alchemisten. Een verschil met latere denkers, zoals Gaston Bachelard, is dat de analyses van Metzger nog in verregaande mate tekstanalyses zijn, terwijl er bij Bachelard meer afstand tot de gebruikte bronnen ontstaat. Metzger bekritiseerde Bachelard hier dan ook om. In die zin kan men ook spreken van twee tradities binnen deze Franse wetenschapsfilosofie: enerzijds de lijn, waar onder meer Metzger en Koyré vertegenwoordigers van zijn, die een soort filosofische invulling geeft aan wetenschapsgeschiedenis; anderzijds auteurs zoals Bachelard of Georges Canguilhem, die eerder een historische invulling geven aan wetenschapsfilosofie.

## Invloed
De invloed van het werk van Metzger is redelijk beperkt, enerzijds vanwege het feit dat ze nooit een centrale positie heeft kunnen innemen in het intellectuele leven. Anderzijds vanwege haar tragische lot in de Tweede Wereldoorlog waardoor haar oeuvre in omvang beperkt is gebleven. Haar studies worden wel gewaardeerd binnen het vakgebied van de geschiedenis van de scheikunde zelf, maar zijn daarbuiten onbekend. Tijdgenoten als Bachelard en Meyerson verwezen wel regelmatig naar haar boeken of namen er voorbeelden uit over, maar na de Tweede Wereldoorlog was haar invloed niet meer merkbaar. Een uitzondering daarop is het werk van Thomas Kuhn die in het voorwoord van zijn studie The Structure of Scientific Revolutions (1962) expliciet naar Metzger verwijst als een van zijn inspiratiebronnen (naast Koyré en Meyerson). Dit heeft ertoe geleid dat er weer meer aandacht kwam voor haar werk.